# Долгохвостки
Долгохвостки, или травяные ящерицы (лат. Takydromus), — род пресмыкающихся из семейства настоящих ящериц.
Род относится к подсемейству Lacertinae, трибе Lacertini.

## Описание
Представители рода — мелкие стройные ящерицы. Хвост очень длинный: его длина может превышать длину тела в 2—5 раз. Основная окраска, как правило, коричневых или бурых тонов, часто с темными и светлыми полосами по бокам и темными пятнами. Спинная чешуя увеличенная, с сильно выраженными ребрышками. Ребра на чешуйках образуют непрерывные продольные ряды. Воротник выражен слабо или полностью отсутствует. Бока покрыты мелкой зернистой чешуей. Брюшные щитки расположены правильными продольными рядами; все или только крайние ряды имеют хорошо выраженные продольные ребрышки. Ряд бедренных пор редуцирован (имеется 1—4 паховых пор с каждой стороны).
Род широко распространен в Азии: в Японии, на Дальнем Востоке, в большей части Восточной и Юго-Восточной Азии и в Индонезии. На территории России распространены два вида этого рода — амурская долгохвостка (в Приморском и Хабаровском краях) и корейская долгохвостка (на юге Приморского края). Эти ящерицы ведут в основном наземный образ жизни, хотя некоторые виды могут хорошо лазать по деревьям. Обитают во влажных лесах и на поросших травянистой растительностью открытых участках, среди камней.
Яйцекладущи. Самки откладывают 1—10 яиц и могут делать до 6 кладок в год.

## Классификация
В род включают 25 видов:
- Takydromus amurensis — Амурская долгохвостка
- Takydromus dorsalis
- Takydromus formosanus — Тайваньская долгохвостка
- Takydromus hani
- Takydromus haughtonianus
- Takydromus hsuehshanensis
- Takydromus intermedius
- Takydromus khasiensis
- Takydromus kuehnei
- Takydromus luyeanus
- Takydromus sauteri
- Takydromus septentrionalis — Китайская долгохвостка
- Takydromus sexlineatus — Шестилинейчатая долгохвостка, или зондская долгохвостка
- Takydromus sikkimensis
- Takydromus smaragdinus — Смарагдовая долгохвостка, или зелёная долгохвостка
- Takydromus stejnegeri
- Takydromus sylvaticus
- Takydromus tachydromoides — Японская долгохвостка
- Takydromus toyamai
- Takydromus viridipunctatus
- Takydromus wolteri — Корейская долгохвостка

## Примечание
1. 1 2  Русские названия даны по источнику: Ананьева Н. Б., Боркин Л. Я., Даревский И. С., Орлов Н. Л. Пятиязычный словарь названий животных. Амфибии и рептилии. Латинский, русский, английский, немецкий, французский. / под общ. ред. акад. В. Е. Соколова. — М.: Рус. яз., 1988. — С. 230. — 10 500 экз. — ISBN 5-200-00232-X.
2. ↑  Ананьева Н. Б., Орлов Н. Л., Халиков Р. Г., Даревский И. С., Рябов С. А., Барабанов А. В. Атлас пресмыкающихся Северной Евразии (таксономическое разнообразие, географическое распространение и природоохранный статус). — СПб.: Зоологический институт РАН, 2004. — С. 111—112. — 1000 экз. — ISBN 5-98092-007-2.
3. ↑  The Reptile Database: genus Takydromus (англ.)